# Skylines
Skylines (Skylin3s) è un film del 2020 diretto da Liam O'Donnell. È il terzo capitolo della trilogia iniziata con Skyline del 2010 e Beyond Skyline del 2017.

## Trama
Quando un pericoloso virus minaccia di trasformare degli ibridi alieni amichevoli in minaccia contro gli umani il capitano Rose Corley e la sua squadra cercheranno di salvare l'umanità addentrandosi nel mondo alieno.

## Distribuzione
Il film è stato distribuito nelle sale cinematografiche statunitensi a partire dal 25 ottobre 2020.